# Syzeuctus meridionalis
Syzeuctus meridionalis là một loài tò vò trong họ Ichneumonidae.